# Titus Statius Lupus
Titus Statius Lupus war ein im 2. Jahrhundert n. Chr. lebender Angehöriger des römischen Ritterstandes (Eques).
Durch ein Militärdiplom ist belegt, dass Lupus 136 Kommandeur der Cohors II Bracaraugustanorum war, die zu diesem Zeitpunkt in der Provinz Moesia inferior stationiert war. Lupus stammte aus Risinium, dem heutigen Risan.